# Alexandre Cavalcanti
Alexandre Oliveira Cavalcanti (Almada, Portugal, 27. prosinca 1996.) je portugalski rukometaš i nacionalni reprezentativac.

## Karijera
Cavalcanti je rukometnu karijeru započeo u mlađim uzrastima a kasnije u seniorima Benfice. S klubom je uspio osvojiti po dva nacionalna kupa i Superkupa da bi 2019. godine prešao u redove francuskog HBC Nantesa.

## Vanjske poveznice
- Profil rukometaša na službenim web stranicama EHF-a